# Apeadeiro de Alvalede
O Apeadeiro de Alvalede, igualmente conhecido como Alvaledes, é uma interface encerrada da Linha do Algarve, que servia a zona de Alvalede, no concelho de Silves, em Portugal.

## História

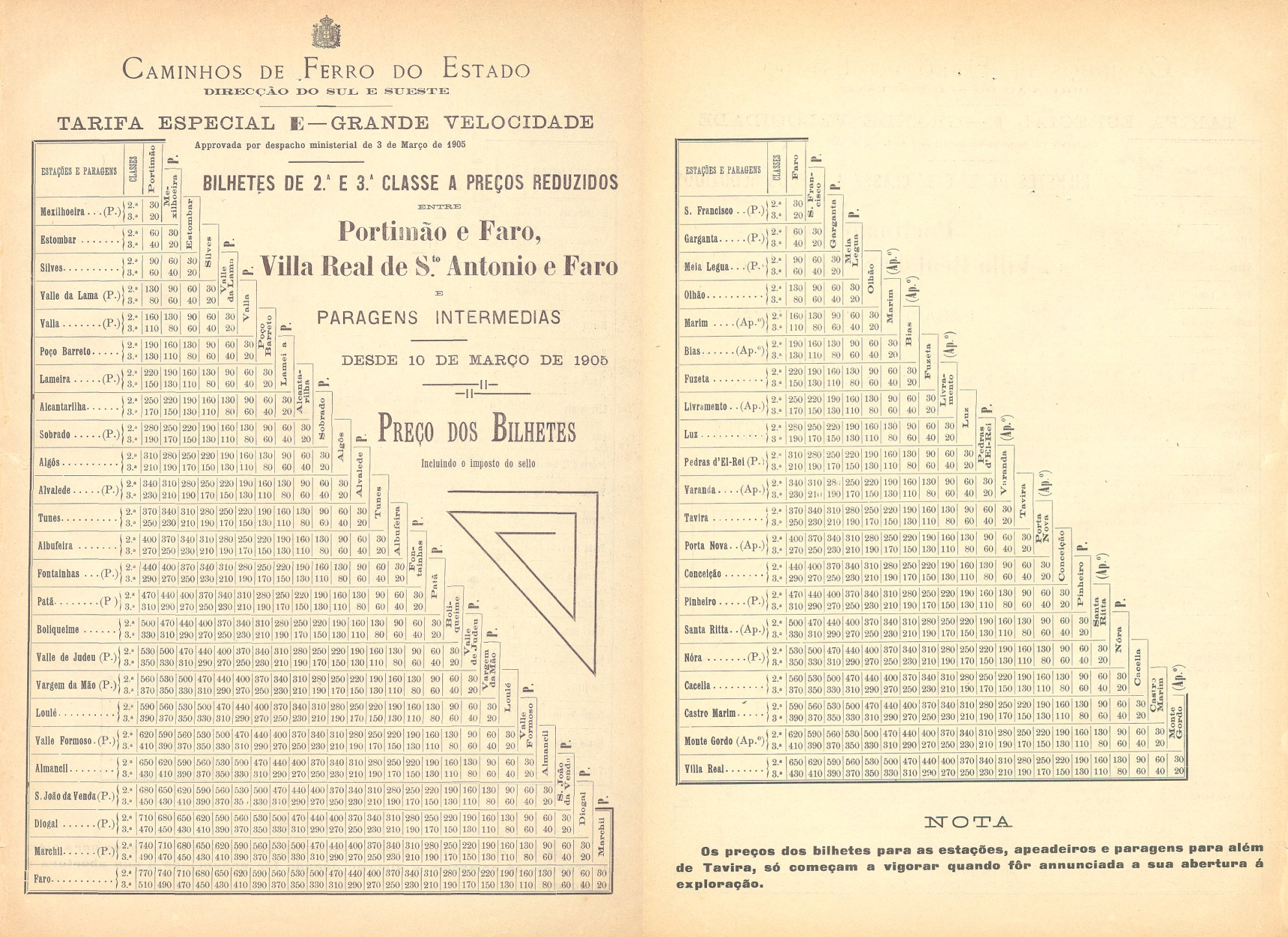
Aviso de 1905, onde Alvalede surge com a categoria de paragem.

Este apeadeiro situa-se no primeiro troço do Ramal de Portimão, entre Tunes e Algoz, que foi aberto em 10 de Outubro de 1899, pela divisão governamental do Caminho de Ferro do Sul. O comboio inaugural deste troço saiu de Tunes às 5 horas e 15 minutos da manhã com destino a Algoz, tendo realizado uma paragem em Alvalede, onde foi esperado por algumas pessoas.
Na Década de 1950, a Companhia dos Caminhos de Ferro Portugueses iniciou um programa para o desenvolvimento dos transportes ferroviários na região do Algarve, que incluiu a construção de novas paragens, como a de Alvalede, e a introdução de novas automotoras.
Em 1913, era utilizado por comboios trenvias. Em 1980 e 1984, era servido pelos comboios regionais da operadora Caminhos de Ferro Portugueses.. Foi encerrado nos anos 90 por falta de viabilidade, e devido à proximidade do Apeadeiro de Algoz, que tinha melhores condições para passageiros.[carece de fontes?]